# Mickey 3D
Pour les articles homonymes, voir Mickey.
Mickey 3D est un groupe de rock français, originaire de Montbrison (Loire), fondé en 1996. Il s'impose sur la scène francophone au cours des années 2000 avec, notamment, la chanson Respire en 2003.
Il développe un rock proche du folk et de la chanson/variété qui, derrière des textes volontiers humoristiques voire naïfs, laisse apparaître une vision très noire de la société.
Après une séparation en 2007, son meneur Mickaël Furnon réactive en 2009 une formation dont il est désormais le seul membre permanent. Un sixième album sort en 2016 (Sebolavy), accompagné d'une tournée. Un septième album, Nous étions des humains, sort le 13 janvier 2023.

## Biographie

### Les débuts
L’origine du groupe remonte à 1996 lorsque Mickaël Furnon alias « Mickey », guitariste du groupe principalement anglophone 3DK créé en 1988, se lance dans un projet solo en français qu’il baptise Mickey 3D. Il enregistre ainsi seul et parallèlement à 3DK deux cassettes démos sur deux ans, avant d’être rejoint en 1997 par Aurélien Joanin dit « Jojo », le frère cadet du bassiste de 3DK, avec qui il enregistre une troisième démo. Les deux compères se débrouillent avec les moyens du bord, en bricolant du son avec des synthétiseurs modestes et quelques pédales d’effets pour des guitares dans la salle de répétition mise en place à Écotay-l'Olme (près de Montbrison) par leur association Keup On’ Family.
C’est le petit label Premier Disque géré par leurs amis de la radio locale Radio Dio qui les conduit à envisager l’enregistrement d’un véritable album. Cet album, nommé Mistigri Torture, compilation des meilleurs morceaux des démos augmentée de quelques inédits, sort en 1999.

### La percée
Le duo devient rapidement populaire dans la région de Saint-Étienne, principalement en assurant de nombreux concerts locaux, qui les font très vite remarquer. À cette époque, deux événements sont déterminants pour la formation : d’un côté leur rencontre avec le groupe Louise Attaque, qui les fait passer en première partie de ses concerts ; de l’autre leur signature chez le label Virgin, qui ressort leur premier album en 2000 avec une plus large distribution et un premier single, La France a peur. Ceci permet alors au groupe de percer, davantage pour le choix des mots que pour sa musique. Les textes sont caustiques, dénonçant les travers de la société, et ne cherchent pas à faire de concessions. Le succès naissant conduit Furnon à laisser 3DK de côté pour se concentrer sur l’avenir de Mickey 3D.
Après un certain nombre de représentations en France, le duo devenu trio avec l’arrivée de Najah El Mahmoud aux claviers se remet à l’ouvrage en 2001. Il écrit les quatorze nouvelles chansons du deuxième album La Trêve dont les textes sont toujours simples et vont droit au cœur. Deux maxis vont l’accompagner. Le groupe réussit le pari de se professionnaliser (ils sont intermittents du spectacle depuis 2000) tout en gardant le côté « bricolage » de l’autoproduction (certains morceaux sont encore enregistrés dans la chambre de Furnon).

### Le succès
En 2002, le tube J'ai demandé à la Lune que Mickaël écrit pour Indochine fait se braquer les projecteurs sur le groupe. De nombreuses propositions de collaborations suivront. Du 19 au 23 décembre 2002, le groupe fait la première partie de Renaud au Zénith de Paris.
En 2003, Respire, un morceau militant à connotations écologistes, est la chanson qui les propulse sur le devant de la scène. L’album Tu vas pas mourir de rire dont il est extrait, noir et pessimiste à l’image du single, se vend à 350 000 exemplaires et obtient la certification disque de platine. L’album remporte le grand prix du disque de la chanson française de l’Académie Charles-Cros, le prix Constantin et la Victoire de la musique de l’album rock de l’année. Lors de cette cérémonie, Respire remporte deux Victoires, celle de la chanson originale de l’année et celle du clip de l’année. S’ensuit une tournée triomphale pour laquelle un quatrième musicien, Gregory Romestein, dit « Chat », rejoint la formation en étant à la basse. La tournée est immortalisée par la sortie d’un CD-DVD Live à Saint-Étienne contenant l’inédit Johnny Rep, hommage au joueur de l’AS Saint-Étienne qui sort par la suite en single.
Après cette chanson, le groupe garde son style originel, avec le même type de fond sonore, de vocabulaire, et de philosophie sur la vie : le compositeur habille toujours du même cynisme les sujets qu’il aborde ; en juin 2005, le dernier album Matador apporte cependant un ton plus musical et plus léger. Il renforce la fidélité d’un public qui lui est désormais propre : l’album est également certifié disque de platine. Le groupe présente ses nouveaux morceaux dans la foulée lors d’une tournée-fleuve qui s’étend de l’été 2005 à l’été 2006.

### La séparation
En 2007, le groupe marque ce qui n’est officiellement qu’une pause, ses membres se consacrant à leurs différents projets annexes, dont un album solo pour Mickey (Les Chansons perdues).
C’est seulement au terme d’une année 2008 qui ne voit pas de signe de reformation que Mickaël Furnon annonce discrètement le 29 octobre sur Radio Dio, à la fois son retour en solo pour l’année suivante, et la séparation définitive du groupe, l’« affinité » entre ses membres n’étant plus au rendez-vous.

### Le renouveau

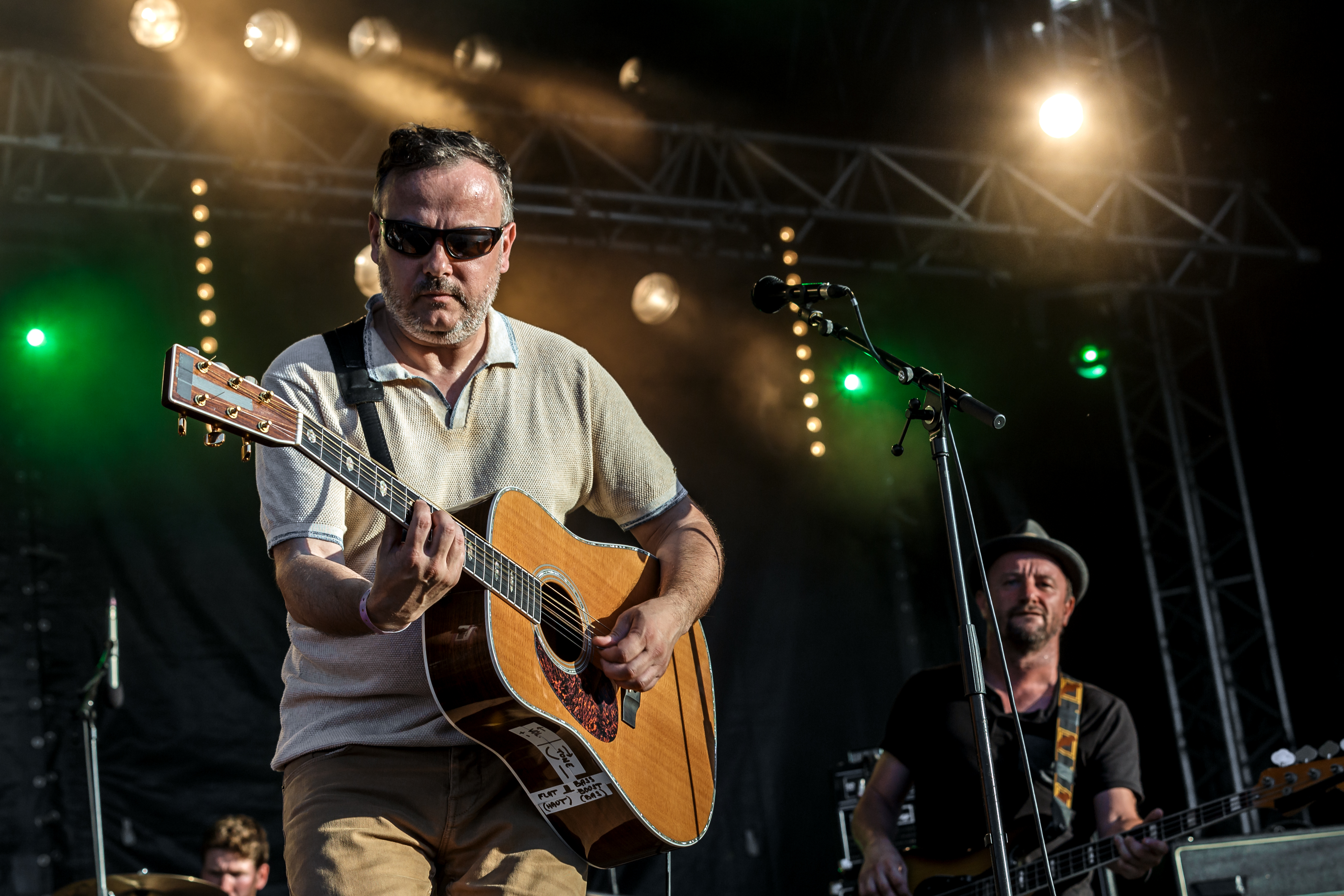
Mickey 3d en concert lors des fêtes maritimes de Brest 2016.

En 2009, le projet reprend vie, avec l’enregistrement par Mickaël Furnon et de nouveaux musiciens d’un nouveau disque. L’album, intitulé La Grande Évasion, sort le 21 septembre, et est suivi d’une tournée française.
Les crochets de Mickey[3d] illustrent que ce n’est plus tout à fait la même histoire, mais que cela reste le même projet et le même type de chansons de Mickaël Furnon, qui sont cette fois partagées avec des nouveaux musiciens.
En 2014, on assiste au retour du groupe sous le nom de « Mickey 3.0 » avec le morceau #cpasgrave, dont les paroles évoquent les différents joueurs de l’équipe de France de football.
En 2015, Mickey 3D sort un single, La Rose blanche, extrait d’un album, Sebolavy, sorti le 1er avril 2016. Cette chanson est un hommage à Die Weiße Rose, groupe de jeunes résistants chrétiens allemands à la barbarie nazie, fondé par Sophie Scholl, son frère Hans et son ami Alexander Schmorell en 1942.
Ils sortent en 2020 une nouvelle version de leur single Respire en featuring avec Bigflo & Oli.
Un single est diffusé en juin 2022 annonçant un nouvel album pour septembre. Nous étions des humains sort finalement le 13 janvier 2023.

## Membres
- Bruno Preynat est l’ingénieur du son de Mickey 3D depuis ses débuts. On le retrouve parfois en guitare additionnelle.
- Le bassiste Guillaume Poty intègre le groupe en 2015[20], mais il meurt le 1er février 2019[21].

## Discographie

### Albums studio
- 1999[22] : Mistigri Torture
- 2001 : La Trêve
- 2003 : Tu vas pas mourir de rire
- 2005 : Matador
- 2009 : La Grande Évasion
- 2016 : Sebolavy
- 2023 : Nous étions des humains

### Singles
- 2000 : La France a peur
- 2001 : Tu dis mais ne sais pas
- 2001 : Jeudi pop pop
- 2002 : Ma grand-mère
- 2003 : Respire
- 2003 : Yalil (La fin des haricots)
- 2003 : Ça m’étonne pas
- 2004 : Johnny Rep
- 2005 : Matador
- 2005 : Les Mots
- 2006 : La Mort du peuple
- 2006 : Réveille-toi
- 2006 : Il faut toujours viser la tête
- 2009 : Méfie-toi l'escargot
- 2009 : Playmobil
- 2010 : 1988
- 2010 : Paris t’es belle
- 2014 : #cpasgrave
- 2015 : La Rose blanche
- 2016 : En léger différé
- 2016 : Sebolavy
- 2016 : Rallonge tes Rêves
- 2020 : Respire 2020 (feat. Bigflo et Oli)
- 2021 : Sous le soleil
- 2022 : Emilie dansait

## Distinctions

### Récompenses
- Prix Constantin 2003
- Victoires de la musique 2004 :
  - Album rock de l’année pour Tu vas pas mourir de rire
  - Chanson originale de l’année pour Respire
  - Clip de l’année pour Respire

### Nominations
- Victoires de la musique 2004 :
  - Groupe ou artiste révélation de l'année
  - Groupe ou artiste révélation scène de l'année
- NRJ Music Awards 2004 : groupe/duo francophone de l'année
- Victoires de la musique 2005 : chanson originale de l’année pour Je m’appelle Jane (en duo avec Jane Birkin)
- Victoires de la musique 2017 : album rock de l’année pour Sebolavy

## Projets annexes et production
On retrouve Mickey, Jojo, Chat ainsi que leur ingénieur du son Bruno Preynat dans le groupe de noisy-hardcore NopaJam. C’est d’ailleurs chez Moumkine Music, le label créé en 2005 par Mickey, qu’est sorti Glamour, leur dernier album.
Autres signatures chez Moumkine : leur ami Yvan Marc qui sort en 2005 son deuxième album Des chiens des humains et le groupe Le Fils de Jack dont le premier album Tout le monde est fatigué est sorti en 2006.
En 2007, Mickaël Furnon lance un album solo sous le pseudonyme de Mick est tout seul.